# Catalina Olcay
Catalina Olcay Montti (Santiago, 14 de septiembre de 1974) es una actriz y locutora radial chilena.

## Biografía
Inició sus estudios en el Colegio Internacional SEK de Santiago, donde egresó en 1992. Posteriormente cursó un año de Ingeniería Comercial en la Universidad Gabriela Mistral. Ingresó posteriormente a la Facultad de Comunicaciones de la Universidad de Artes, Ciencias y Comunicaciones (UNIACC) a estudiar Comunicación escénica entre 1994 y 1996. Se ha especializado en Artes escénicas en el Colegio de Teatro de Barcelona entre 2001 y 2003. 

## Vida personal
Desde 1998 hasta 2024  fue pareja del actor chileno Álvaro Espinoza Concha, con quien tiene dos hijas, Octavia y Alicia Espinoza Olcay.

## Cine
- Salmón a lo pobre (2003)
- Después de mañana (2006)
- Mandrill (2010)
- ¿Cómo andamos por casa? (2018)

## Televisión
| Año       | Título              | Papel                      | Canal       |
| --------- | ------------------- | -------------------------- | ----------- |
| 1996      | Sucupira            | Francisca Silva            | TVN         |
| 1996      | Loca piel           | Soraya Fuentealba          | TVN         |
| 1998      | A todo dar          | Loreto Ruiz-Tagle          | Mega        |
| 1999      | Algo está cambiando | Daniela Ramírez / La Gata  | Mega        |
| 2004-2005 | Tentación           | Esperanza Yáñez            | Canal 13    |
| 2006      | Disparejas          | Mona Sarli                 | TVN         |
| 2007-2008 | Amor por accidente  | Zuzanlí Pedregal           | TVN         |
| 2007      | Fortunato           | Victoria Venegas           | Mega        |
| 2010      | Mujeres de lujo     | Liliana Escalante / Zafiro | Chilevisión |
| 2011      | Infiltradas         | Ivanka Solís               | Chilevisión |
| 2013      | Las Vega's          | Jéssica Pavez              | Canal 13    |
| 2016-2017 | Ámbar               | Macarena                   | Mega        |
| 2018      | Soltera otra vez 3  | María                      | Canal 13    |
| 2024      | Secretos de familia | Rebeca Marchant            | Canal 13    |

| Año        | Título                               | Papel                               | Cadena      |
| ---------- | ------------------------------------ | ----------------------------------- | ----------- |
| 1998-1999  | Sucupira, la comedia                 | Francisca Silva                     | TVN         |
| 2002       | Más que amigos                       | Marcela Manterola                   | Canal 13    |
| 2004; 2008 | El cuento del tío                    | Macarena / Paloma                   | TVN         |
| 2005       | Heredia & Asociados                  | Carmen                              | TVN         |
| 2006       | Tiempo final: en tiempo real         | Carla                               | TVN         |
| 2007       | Mi primera vez                       | Juana                               | TVN         |
| 2007; 2024 | El día menos pensado                 | Javiera Ortúzar / Magdalena / Mirna | TVN         |
| 2008; 2011 | Infieles                             | Rita / Rebeca                       | Chilevisión |
| 2010       | Una pareja dispareja                 | Constanza Casanueva                 | TVN         |
| 2012       | El diario secreto de una profesional | Cindy                               | TVN         |
| 2014       | Familia moderna                      | Apoderada                           | Mega        |
| 2017       | Irreversible                         | Carol Armijo                        | Canal 13    |
| 2018       | Lo que callamos las mujeres          | Tamara                              | Chilevisión |

Programas
- A las 11 (Telecanal, 2013) como invitada.
- Soundtrax (Bang TV, 2013) como invitada.
- Mujeres primero (La Red, 2013) como invitada.
- Fiebre de Baile (Chilevision, 2010) como participante (11ª eliminada).
- Mundos Opuestos 3 (Canal 13, 2025) como participante (6ª eliminada).

## Teatro
- Poema (2004).
- Conejo, conajo, conaji (2007).